# Bretagne uralkodóinak listája

A Breton Hercegség címere

Bretagne-ba a Kr. e. 1. évezred folyamán kelta törzsek vándoroltak be, majd Kr. e. 56-ban Julius Caesar elfoglalta, és Armorica néven a Római Birodalomhoz tartományává tette. Az 5.-6. században Délnyugat-Britanniából keresztény bretonok települtek át a területre. Nevét a Brit-szigetek római nevétől való megkülönböztetése miatt kapta („kis Britannia”). A frank fennhatóság ellen a 9. században Nomeonë fejedelem (†851) fellázadt, és kivívta Bretagne függetlenségét. Elfoglalta Nantes-ot és Rennes-t, és ezzel véglegessé tette a tartomány területi kiterjedését. 952 körül normann uralom alá került a félsziget. Connan rennes-i gróf (†992) fia Geoffroi (†1008) felvette a hercegi címet, amely 1066-ban az angol Plantagenêt-házra, majd 1213-ban a francia Capeting-ház egyik oldalágára szállt. III. János (†1341) utód nélküli halála után a breton örökösödési háborúban az angolpárti John Monfort legyőzte a francia Blois Károlyt (†1364), s megszerezte a hercegi címet. A százéves háború után ismét francia fennhatóság alá került.

## Armorica királysága (409–634után)
| Uralkodó         | Uralkodott | Megjegyzés                           |
| ---------------- | ---------- | ------------------------------------ |
| Conan Mériadoc   | 409–421    |                                      |
| I. Szent Salomon | 421–434    |                                      |
| Grallon          | 434–445    |                                      |
| Audren           | 445–464    | Más néven: Aldroenus.                |
| Erech            | 464–490    |                                      |
| Budic            | 490–509    |                                      |
| ?                | 509–513    |                                      |
| I. Hoel          | 513–545    |                                      |
| II. Hoel         | 545–547    |                                      |
| Canor            | 547–?      | Más néven: Canao.                    |
| I. Alayn         | ?–594      |                                      |
| III. Hoel        | 594–615    |                                      |
| Szent Judicael   | 615        |                                      |
| II. Salomon      | 615–632    |                                      |
| Szent Judicael   | 632–634    | Második uralkodása. Meghalt 650-ben. |
| II. Alayn        | 634–?      |                                      |

## Vannes királyai (550előtt –577)
| Uralkodó | Uralkodott | Megjegyzés          |
| -------- | ---------- | ------------------- |
| Werech   | ?–550      |                     |
| Canao    | 550–560    | Más néven: Canober. |
| Rachiau  | 560–577    |                     |

## A Breton Hercegség (814–913, 937–1532)
| Az első bretagne-i hercegek (817–904)        |                                                                          |                                                |
| Morman (*750 k.)                             | herceg: 814–822                                                          |                                                |
| Wihomarc'h                                   | herceg: 818–825                                                          |                                                |
| …                                            |                                                                          |                                                |
| Nomenoë (*800 k.)                            | herceg: 841–851. március 7.                                              |                                                |
| Erispöe                                      | herceg: 851–857. november 2./12.                                         | Nomeonë fia.                                   |
| Szent Salamon                                | herceg: 857–874. június 25.                                              | Erispöe unokatestvére.                         |
| Pasquitan                                    | herceg: 874–877                                                          | III. Salomon veje.                             |
| Gurvand                                      | herceg: 874–888                                                          | Nomeonë veje.                                  |
| Judicael                                     | herceg: 877–888                                                          | Gurvand fia.                                   |
| (I.) Nagy Alan                               | herceg: 888–907                                                          | Pasquitan testvére.                            |
| Guirmaëlon                                   | (herceg: 907–913)                                                        |                                                |
| Normann uralom 907–937                       |                                                                          |                                                |
| A Nantes-i-ház uralkodói (937–990)           |                                                                          |                                                |
| (II.) I. Ferdeszakállú Alan (*910)           | herceg: 937–952                                                          | (Nagy) Alan unokája.                           |
| Drogo (*949/952)                             | herceg: 952–958                                                          | (II.) I. Alan fia.                             |
| Anjou Fulkó (*909)                           | herceg: 958–960. november 11.                                            | II. Fulk néven Anjou grófja is.                |
| I. Hoël                                      | herceg: 960–981                                                          | Drogo testvérei.                               |
| Guérech                                      | herceg: 980–988                                                          | Drogo testvérei.                               |
| (III.) II. Alan (*981)                       | herceg: 988–990                                                          | Guérech fia.                                   |
| A Rennes-i-ház uralkodói (990–1066)          |                                                                          |                                                |
| I. Hitszegő Conan (*927)                     | herceg: 990–992. június 27.                                              | Nomionë ükunokája.                             |
| I. Gottfried (*980)                          | herceg: 992–1008. november 20.                                           | I. Conan fia.                                  |
| (IV.) III. Alan (*997)                       | herceg: 1008–1040. október 1.                                            | I. Gottfried fia.                              |
| II. Conan (*1033)                            | herceg: 1040–1066. december 11.                                          | III. Alan fia.                                 |
| Hawise (*1037)                               | herceg: 1066–1072. augusztus 19.                                         | III. Alan lánya.                               |
| A Cornouaille-ház uralkodói (1066–1201)      |                                                                          |                                                |
| II. Hoël (*1027)                             | herceg: 1066–1084. április 13.                                           | Hawise férje.                                  |
| (V.) IV. Fergant Alan (*1063?)               | herceg: 1084–1112. október 13.                                           | II. Hoël fia.                                  |
| III. Kövér Conan (*1093/1096?)               | herceg: 1112–1148. szeptember 17.                                        | IV. Alan fia.                                  |
| Berta (*1114)                                | herceg: 1148–1156                                                        | III. Conan leánya.                             |
| Porhoët Eudo                                 | herceg: 1148–1156                                                        | Bertha második férje.                          |
| IV. Conan (*1138)                            | herceg: 1156–1166                                                        | Bertha és Alan Richmond fia.                   |
| Konstancia (*1161.)                          | herceg: 1166–1201                                                        | IV. Conan leánya.                              |
| A Plantagenet-ház uralkodói (1181–1203)      |                                                                          |                                                |
| II. Gottfried (*1158. szeptember 23.)        | herceg: 1181–1186. augusztus 19.                                         | II. Henrik angol király fia, Konstancia férje. |
| I. Artúr (*1187. március 29.)                | herceg: 1196–1203. április 3.                                            | II. Gottfried fia.                             |
| A Thouars-ház uralkodói (1203–1221)          |                                                                          |                                                |
| Alix (*1201. szeptember 5.)                  | herceg: 1203–1221. október 21.                                           | Konstancia és Guy Thouars lánya.               |
| A Dreux-ház uralkodói (1221–1341)            |                                                                          |                                                |
| I. Mauclerc Péter (*1191)                    | herceg: 1213–1237                                                        | Alix férje.                                    |
| I. Vörös János (*1217)                       | herceg: 1221–1286. október 8.                                            | I. Péter fia.                                  |
| II. János (*1239. január 4.)                 | herceg: 1286–1305. november 18.                                          | I. János fia.                                  |
| II. Artúr (*1262. július 25.)                | herceg: 1305–1312. augusztus 27.                                         | II. János fia.                                 |
| III. Jó János (*1286. március 8.)            | herceg: 1312–1341. április 30.                                           | II. Artúr fia.                                 |
| Johanna (*1324.)                             | herceg: 1341-1364                                                        | III. János unokahúga.                          |
| Blois-i Károly (*1319)                       | herceg: 1341–1364. szeptember 29.                                        | I. Johanna férje.                              |
| A Monfort-ház uralkodói (1364–1514)          |                                                                          |                                                |
| IV. János (*1294)                            | herceg: 1341–1345. szeptember 16.                                        | III. János testvére.                           |
| V. Hódító János (*1339. április 12.)         | herceg: 1364–1399. november 1.                                           | IV. János fia.                                 |
| VI. János (*1389. december 24.)              | herceg: 1399–1442. augusztus 29., kormányzó: 1401. március 23., Rennes   | V. János fia.                                  |
| I. Ferenc (*1414. május 14.)                 | herceg: 1442–1450. július 18., kormányzó: 1442. december 9., Rennes      | VI. János fiai.                                |
| II. Péter (*1418. július 7.)                 | herceg: 1450–1457. szeptember 22.                                        | VI. János fiai.                                |
| III. Richmond Artúr (*1393. augusztus 24.)   | herceg: 1457–1458. december 26.                                          | V. János fia.                                  |
| II. Ferenc (*1435. június 23.)               | herceg: 1458–1488. szeptember 9., kormányzó: 1459. február 3., Rennes    | III. Artúr unokaöccse.                         |
| Anna (*1477. január 25.)                     | herceg: 1488–1514. január 9., kormányzó: 1489. február 10., Rennes       | II. Ferenc lánya.                              |
| Klaudia (*1499. október 14.)                 | herceg: 1514–1524. július 20.                                            | Anna lánya.                                    |
| III. Ferenc (*1518. február 28.)             | herceg: 1524–1536. augusztus 10., kormányzó: 1532. augusztus 14., Rennes | Klaudia fiai.                                  |
| Henrik (*1519. március 31.)                  | herceg: 1536–1547 (névleges)                                             | Klaudia fiai.                                  |
| Bretagne 1532-ben egyesült Franciaországgal. |                                                                          |                                                |